# 9K720 Iskander
9K720 Iskander  (NATO-rapporteringsnamn: SS-26 Stone) är en rysk mobil enhet för ballistisk kortdistansrobot 9M723. Med hjälp av gemensam transportör-upprättare-avfyrare (TEL, Transporter-Erector-Launcher) och stödfordon kan systemet även avfyra kryssningsmissilerna 9M728 (R-500, SSC-7) och 9M729 (SSC-8). 
Systemet ersätter den taktiska roboten OTR-23 Oka som avvecklades i samband med INF-avtalet som i sin tur var en ersättare till Scud-systemet. Till skillnad från äldre ballistiska kortdistansrobotar som förlitar sig på kemiska eller nukleära stridsspetsar för att kunna slå ut värdefulla militära mål på grund av sin brist på precision, så har Iskander-systemet tillräcklig precision för använda olika former av konventionella stridsspetsar. Roboten kan bära spräng-, kluster-, termobarisk- eller EMP-stridsspets och även kärnvapen.
Enligt finländska studier är Iskander-M kapabel till 700 km räckvidd med en kärnladdad stridsspets som är lättare än en konventionellt laddad stridsspets. 
I Luga söder om S:t Petersburg etablerades Iskander-systemet 2011. År 2016 etablerades Iskander-systemet i Kaliningrad.
Exportversionen Iskander-E har en räckvidd på 280 kilometer som gör att den uppfyller de frivilliga begränsningarna i MTCR-avtalet. Ett amerikanskt motsvarande system är MGM-140 ATACMS.